# D1059 (Bas-Rhin)
De D1059 is een departementale weg in het Oost-Franse departement Bas-Rhin. De weg loopt van Châtenois naar Sélestat.

## Geschiedenis
Oorspronkelijk was de D1059 onderdeel van de N59. In 2006 is de weg overgedragen aan het departement Bas-Rhin, omdat de weg geen belang meer had voor het doorgaande verkeer.